# مشک‌امیر
مُشک‌امیر (به ترکی آذربایجانی: Müşkəmir) یک منطقهٔ مسکونی در جمهوری آذربایجان است که در شهرستان اسماعیل‌لی واقع شده‌است.